# Saerbeck
Saerbeck (IPA: [ˌzɑːˈbɛk]; in basso tedesco Saorbiek) è un comune di 7 064 abitanti della Renania Settentrionale-Vestfalia, in Germania.
Appartiene al distretto governativo (Regierungsbezirk) di Münster ed al circondario (Kreis) di Steinfurt (targa ST).